# Mistrzostwa Świata w Saneczkarstwie 1979
Mistrzostwa Świata w Saneczkarstwie 1979 – dziewiętnasta edycja mistrzostw świata w saneczkarstwie, rozegrana w 1979 roku w zachodnioniemieckim Schönau am Königssee. W tym mieście mistrzostwa odbyły się już czwarty raz (wcześniej w 1969, 1970 i 1974). Rozegrane zostały trzy konkurencje: jedynki kobiet, jedynki mężczyzn oraz dwójki mężczyzn. W tabeli medalowej najlepsza była Niemiecka Republika Demokratyczna.

## Wyniki

### Jedynki kobiet
| Medal | Zawodniczka          | Państwo | Czas | Strata |
| ----- | -------------------- | ------- | ---- | ------ |
|       | Melitta Sollmann     | NRD     |      |        |
|       | Elisabeth Demleitner | RFN     |      |        |
|       | Marie-Luise Rainer   | Włochy  |      |        |

### Jedynki mężczyzn
| Medal | Zawodnik         | Państwo | Czas | Strata |
| ----- | ---------------- | ------- | ---- | ------ |
|       | Dettlef Günther  | NRD     |      |        |
|       | Karl Brunner     | Włochy  |      |        |
|       | Paul Hildgartner | Włochy  |      |        |

### Dwójki mężczyzn
| Medal | Zawodnicy                       | Państwo | Czas | Strata |
| ----- | ------------------------------- | ------- | ---- | ------ |
|       | Hans Brandner/Balthasar Schwarm | RFN     |      |        |
|       | Hans Rinn/Norbert Hahn          | NRD     |      |        |
|       | Anton Winkler/Anton Wembacher   | RFN     |      |        |

## Klasyfikacja medalowa
| Miejsce | Państwo | złoto | srebro | brąz | Razem |
| ------- | ------- | ----- | ------ | ---- | ----- |
| 1.      | NRD     | 2     | 1      | 0    | 3     |
| 2.      | RFN     | 1     | 1      | 1    | 3     |
| 3.      | Włochy  | 0     | 1      | 2    | 3     |